# Frank Emmelmann
Frank Emmelmann (Hecklingen, Salzlandkreis, 15 de setembro de 1961) é um antigo atleta, especialista em provas de velocidade pura, que representou a Alemanha Oriental no início dos anos 1980. O ponto mais alto da sua carreira foi quando, em 1982, se sagrou campeão da Europa de 100 metros nos Campeonatos de Atenas.
A sua marca de 10.06 s nos 100 metros, obtida em 1985, ainda hoje constitui recorde da Alemanha.
Em 1984 casou-se com a atleta quatrocentista Kirsten Emmelmann.

## Melhores marcas pessoais
| Prova      | Data                   | Local                              | Marca   |
| ---------- | ---------------------- | ---------------------------------- | ------- |
| 100 metros | 22 de setembro de 1985 | Berlim Oriental, Alemanha Oriental | 10.06 s |
| 200 metros | 10 de agosto de 1985   | Moscovo, URSS                      | 20.23 s |